# Elmarie Gerryts
Elmarie Gerryts (ur. 25 sierpnia 1972 w Kapsztadzie) – południowoafrykańska lekkoatletka, która specjalizowała się w skoku o tyczce.

## Osiągnięcia
- srebrny medal igrzysk wspólnoty narodów (Kuala Lumpur 1998)
- srebro igrzysk afrykańskich (Johannesburg 1999)
- 10. miejsce podczas mistrzostw świata (Sewilla 1999)
- wielokrotna mistrzyni i rekordzistka kraju (w tym tylko na otwartym stadionie: 7 tytułów mistrzowskich oraz 11 rekordów RPA)

W 2000 reprezentowała RPA podczas igrzysk olimpijskich w Sydney. Po przejściu eliminacji nie zaliczyła żadnej wysokości w finale i nie została sklasyfikowana.

## Rekordy życiowe
- skok o tyczce – 4,42 (2000) rekord Afryki
- skok o tyczce (hala) – 4,41 (2000) rekord Afryki